# Кондратенко, Пётр Сергеевич
Пётр Сергеевич Кондратенко (род. 22 февраля 1939) — российский учёный в области гидродинамики, электродинамики и физики процессов переноса в сильнонеоднородных средах, доктор физико-математических наук (1977), заведующий лабораторией теоретической физики Института проблем безопасного развития атомной энергетики РАН, профессор кафедры проблем безопасного развития современных энергетических технологий МФТИ.
Родился 22.02.1939.
Окончил физфак МГУ (1961) и аспирантуру (1964). Научным руководителем в студенческие годы и в аспирантуре был Л.Д.Ландау, а непосредственное научное консультирование аспиранта осуществлял И.Е.Дзялошинский. П.С.Кондратенко является одним из 44  прямых учеников Л.Д.Ландау, которых тот занес в специальный список успешно сдавших ему "теорминимум" -  экзамен, придуманный Ландау для желавших стать его личным учеником. Одним из первых в "списке 44-х" фигурирует Е.М.Лифшиц, соавтор Ландау по курсу теоретической физики.
Из Института Физпроблем П.С.Кондратенко перешел во ВНИИОФИ (ВНИИ оптико-физических измерений) в лабораторию теоретической физики, где работал до 1991 года. С 1990-х он сотрудник в Институте проблем безопасного развития атомной энергетики (ИБРАЭ), последняя должность — заведующий лабораторией теоретической физики.
По совместительству с 1998 г. профессор кафедры проблем безопасного развития современных энергетических технологий МФТИ.
Специалист в области гидродинамики, электродинамики и физики процессов переноса в сильнонеоднородных средах.
Автор более 200 научных публикаций, соавтор 4 монографий и нескольких учебных пособий, неоднократно выступал с приглашенными докладами на международных конференциях.
Диссертации:
- Теория ферро- и антиферромагнитной ферми-жидкости : диссертация … кандидата физико-математических наук : 01.00.00. — Москва, 1964. — 94 с. : ил.
- Эффекты квантовых жидкостей в твердых телах [Текст] : Автореферат дис. на соискание ученой степени доктора физико-математических наук. (01.04.02) / АН СССР. Ин-т теорет. физики им. Л. Д. Ландау. — Черноголовка : [б. и.], 1976. — 24 с.

Сочинения:
- А.М.Дыхне, И.Л.Драников, П.С.Кондратенко, А.В.Попов, Аномальнаядиффузия в регулярно-неоднородных средах. М: ИБРАЭ, 2001